# Zehnkampf-Länderkampf der Männer 1985 Sowjetunion – BR Deutschland
| 10. Leichtathletik-Länderkampf mit bundesdeutscher Beteiligung 1985 | 10. Leichtathletik-Länderkampf mit bundesdeutscher Beteiligung 1985 |
| ------------------------------------------------------------------- | ------------------------------------------------------------------- |
|                                                                     |                                                                     |
| Zehnkampfvergleich der Männer: Sowjetunion – BR Deutschland         |                                                                     |
| Austragungsort                                                      | Sotschi                                                             |
| Wettbewerbe                                                         | 1                                                                   |
| Datum                                                               | 15./16. Juni                                                        |
| 1. URS 2. FRG                                                       | 38.983 Punkte 38.034 Punkte                                         |
| Chronik                                                             |                                                                     |
| ← FRG-BGR-POL (F)                                                   | URS-FRG 7kampf (F) →                                                |

Im zehnten Vergleich des Länderkampfjahres 1985 stand nach einer zweijährigen Pause wieder ein Zehnkampf gegen die Sowjetunion an. Schon vierzehn Begegnungen zwischen den beiden Teams hatte es gegeben. Elf sowjetische Siege standen drei bundesdeutschen Erfolgen gegenüber. In diesem Jahr wurde die Begegnung am 15./16. Juni in Sotschi ausgetragen. Die Mehrkämpferinnen der beiden Länder trafen sich an denselben beiden Tagen ebenfalls in Sotschi zu einem eigenen Vergleich.

## Modus
Jede Mannschaft trat mit vier Athleten an, von denen die vier Besten durch Addition ihrer Punktzahlen gewertet wurden.

## Ergebnis
In der Einzelwertung gab es einen sowjetischen Doppelerfolg. Auch in der Länderkampfwertung lag wieder die Sowjetunion vorn, diesmal mit 38.983 zu 38.034 Punkten.

## Legende
Kurze Übersicht zur Bedeutung der Symbolik – so üblicherweise auch in sonstigen Veröffentlichungen verwendet:
| NMH | keine Höhe (No Mark) |

## Resultat

### Zehnkampf
| Platz | Name                | Nation | Punkte | 100 m   | Weit- sprung | Kugel- stoßen | Hoch- sprung | 400 m   | 110 m Hürden | Diskus- wurf | Stabhoch- sprung | Speer- wurf | 1500 m      |
| ----- | ------------------- | ------ | ------ | ------- | ------------ | ------------- | ------------ | ------- | ------------ | ------------ | ---------------- | ----------- | ----------- |
| 01    | Igor Marin          | URS    | 8147   | 11,09 s | 7,40 m       | 14,62 m       | 2,05 m       | 49,40 s | 14,84 s      | 41,80 m      | 4,70 m           | 49,00 m     | 4:23,83 min |
| 02    | Andreas Fomotschkin | URS    | 8108   | 10,62 s | 7,55 m       | 14,16 m       | 1,99 m       | 48,04 s | 14,65 s      | 42,38 m      | 4,20 m           | 58,74 m     | 4:24,77 min |
| 03    | Karl-Heinz Fichtner | FRG    | 8031   | 11,17 s | 7,22 m       | 15,07 m       | 1,99 m       | 50,16 s | 15,32 s      | 45,48 m      | 5,00 m           | 57,24 m     | 4:28,77 min |
| 04    | Alexander Ljax      | URS    | 7982   | 11,32 s | 7,31 m       | 15,24 m       | 2,05 m       | 51,00 s | 14,90 s      | 41,54 m      | 4,60 m           | 67,18 m     | 4:39,16 min |
| 05    | Iwan Babi           | URS    | 7944   | 10,94 s | 7,10 m       | 13,39 m       | 2,08 m       | 49,28 s | 14,12 s      | 39,26 m      | 4,80 m           | 49,26 m     | 4:26,03 min |
| 06    | Michael Neugebauer  | FRG    | 7824   | 11,09 s | 6,93 m       | 12,85 m       | 2,05 m       | 48,62 s | 14,12 s      | 41,86 m      | 4,30 m           | 58,70 m     | 4:29,67 min |
| 07    | Martin Grundmann    | FRG    | 7623   | 11,41 s | 7,18 m       | 12,82 m       | 2,05 m       | 50,69 s | 14,61 s      | 37,70 m      | 4,20 m           | 60,42 m     | 4:25,58 min |
| 08    | Christian Deick     | FRG    | 7294   | 11,39 s | 7,09 m       | 14,25 m       | 1,90 m       | 50,57 s | 15,98 s      | 44,54 m      | 3,90 m           | 53,60 m     | 4:37,97 min |
| 09    | Michael Freyer      | FRG    | 7262   | 11,23 s | 6,98 m       | 12,09 m       | 1,93 m       | 49,38 s | 14,88 s      | 33,34 m      | 3,80 m           | 57,48 m     | 4:23,10 min |
| 10    | Jewgeni Owsjannikow | URS    | 6001   | 11,40 s | 6,98 m       | 13,70 m       | 2,02 m       | 51,86 s | 15,27 s      | 46,28 m      | NMH              | 53,70 m     | 4:36,72 min |